# Periclimenes andamanensis
Periclimenes andamanensis är en kräftdjursart som beskrevs av Kemp 1922. Periclimenes andamanensis ingår i släktet Periclimenes och familjen Palaemonidae. Inga underarter finns listade i Catalogue of Life.